# Theotokos

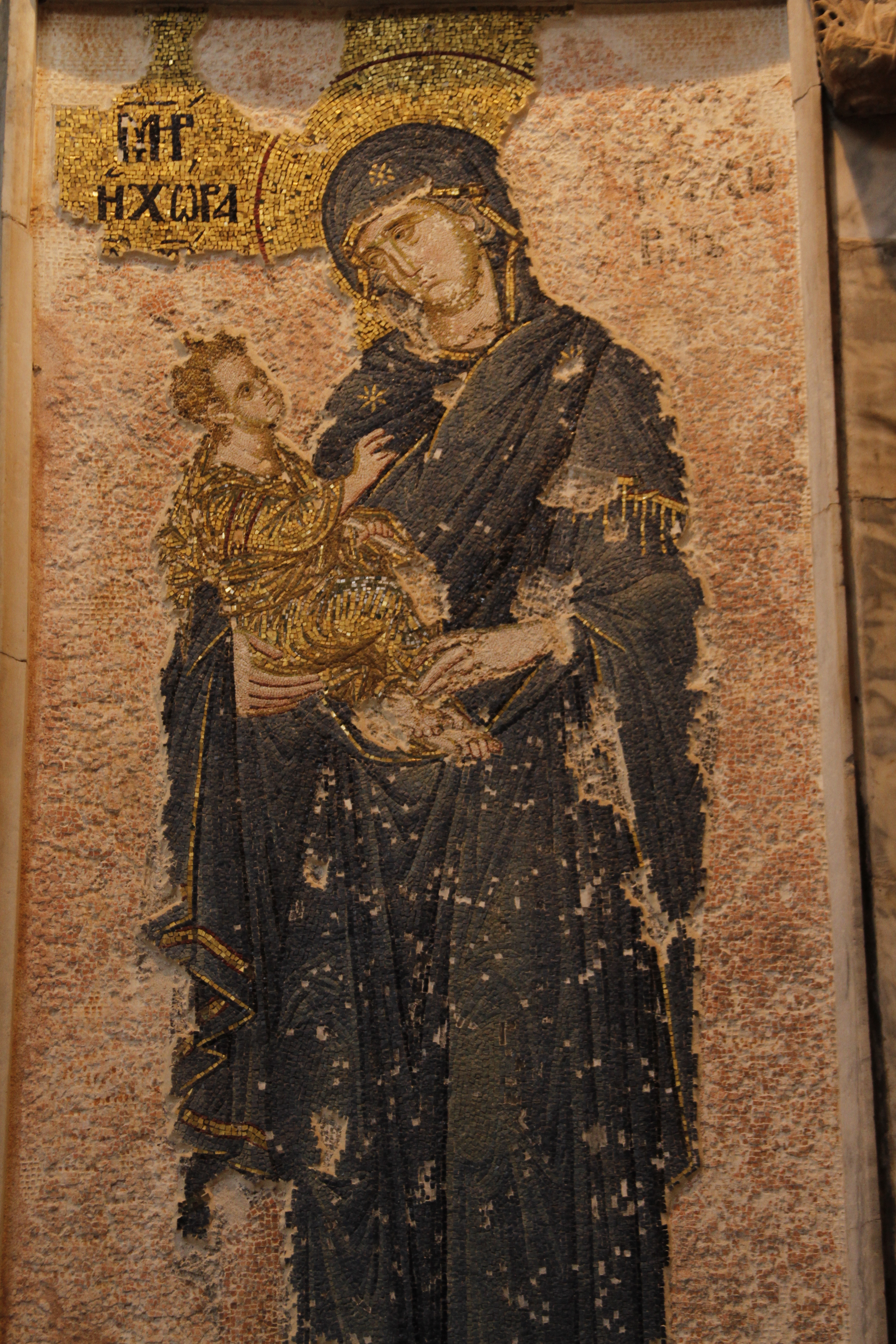
Mozaïek van Maria als theotokos in de Chora-kerk in Istanboel

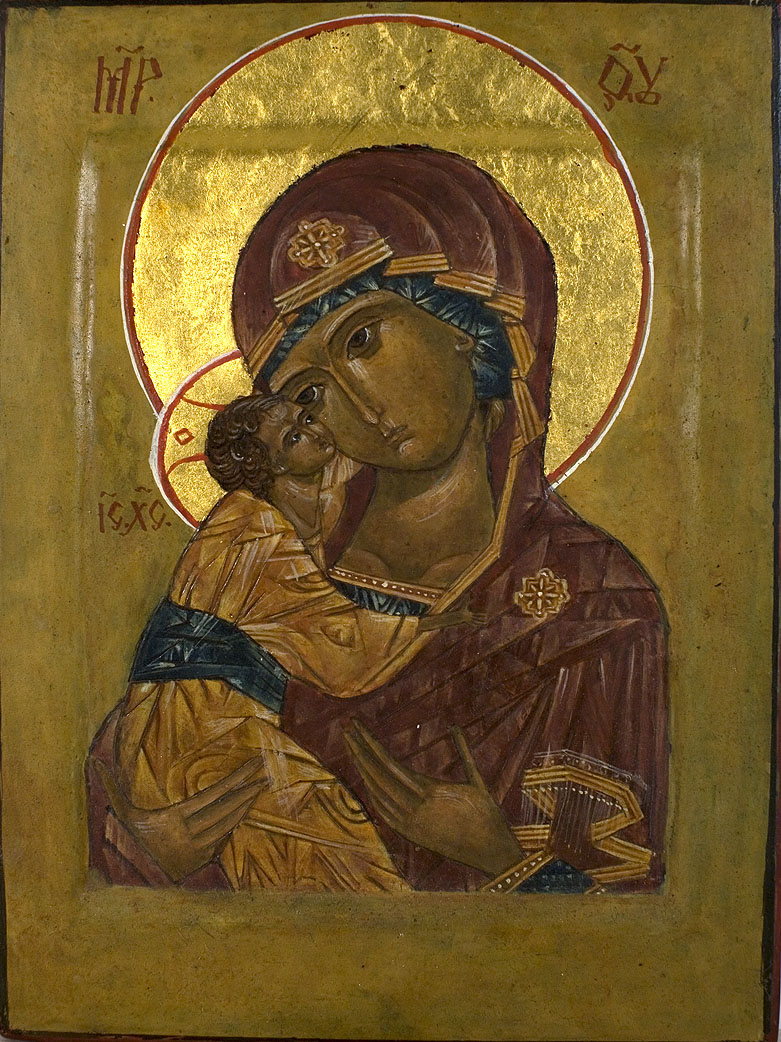
Een icoon van Theotokos door de Nederlandse kunstschilder Tjaarke Maas uit 1995.

Theotokos (Grieks: Θεοτόκος, theotókos, letterlijk God-barende) is een kwalificatie van Maria, de moeder van Jezus, waarin wordt uitgedrukt dat Maria niet enkel de moeder van Jezus van Nazareth was, maar tevens de moeder van God. Het is de titel die in de Alexandrijnse School met voorliefde aan Maria werd gegeven. De Griekse term wordt voornamelijk gebruikt in het Oosters christendom. In het Westers christendom spreekt men eerder van Maria, moeder van God of Maria, moeder Gods.
Nestorius (381-451) stelde dat Maria slechts Christus (wat betreft zijn menselijke natuur) gebaard had. Het eerste concilie van Efeze (431) stelde hier het dogma van Maria als moeder van God (theotokos) tegenover. Nestorius wordt op dit concilie in Efeze veroordeeld.
Het moederschap van Maria wordt in de Katholieke Kerk elk jaar gevierd op het hoogfeest van Maria Moeder van God op 1 januari.
Later tijdens het concilie van Chalcedeon stelde men dat Jezus Christus waarachtig God en waarachtig mens is. Zijn ene persoon bestaat in twee naturen. Deze zijn onvermengd, onveranderd, ongedeeld en ongescheiden. De eerste twee waren tegen Eutyches gericht en de laatste twee tegen Nestorius.

## Iconen
Maria in haar rol als Theotokos wordt gebruikt in iconen. De vroegste versie werd in verband gebracht met de evangelist Lucas die Maria in de rol van wijzer van de weg geschilderd zou hebben, Hodegetria genoemd. Het icoon Theotokos zou oorspronkelijk door Pulcheria geplaatst  zijn in een heiligdom in het oosten van Constantinopel waar er meerdere wonderen gebeurden rond het icoon. Het is in het jaar 1204 gestolen tijdens de vierde kruistocht en zou in handen gekomen zijn van de Venetianen. Later ging het icoon naar de Chorakerk in Constantinopel. Op 29 mei 1453 zou het icoon door de Turken vernietigd zijn, na de val van Constantinopel. Er bestaan varianten van het thema, zoals in Theotokos van de Passie, waar symbolen van de kruisiging naast de afbeelding van Maria met kind worden weergegeven.